# لست ملاكا (فلم)
لست ملاكا فيلم مصري من إنتاج عام 1946، وهو آخر الأفلام التي شارك محمد عبد الوهاب بتمثيلها، إذ أحجم بعد ذلك عن التمثيل، ربما بسبب عدم تحقيق هذا الفيلم نجاحاً كبيراً (وإن كان سيظهر مغنياً فقط في فيلمي غزل البنات عام 1949 ومنتهى الفرح عام 1963).
حقق الفيلم سابقة لتصويره أغنيتين بالألوان، منهما أغنية عمري ما ح انسى يوم الاتنين، لكن فُقدت نُسخ الفيلم السالبة (نيجاتيف)، والموجبة (بوزيتيف)، ولم يبق سوى نسخة مشوهة وناقصة.

## أغاني الفيلم
جميع أغاني الفيلم من تأليف حسين السيد، عدا قصيدة الخطايا، فهي من تأليف كامل الشناوي. بعض الأغاني غناها عبد الوهاب منفرداً، مثل: أنا اللي طول عمري، وشبكوني ونسيوني قوام، وعمري ما حنسى يوم الاثنين، ومنها ما غناه مع نور الهدى، مثل: كنت فين تايه وغايب، واضحكي وغني. كما غنى أغنية القمح مع أحلام.

## روابط خارجية
- مقالات تستعمل روابط فنية بلا صلة مع ويكي بيانات